# Cusick (Washington)
Cusick é uma cidade  localizada no estado norte-americano de Washington, no Condado de Pend Oreille.

## Demografia
Segundo o censo norte-americano de 2000, a sua população era de 212 habitantes.
Em 2006, foi estimada uma população de 225, um aumento de 13 (6.1%).

## Geografia
De acordo com o United States Census Bureau tem uma área de
0,9 km², dos quais 0,9 km² cobertos por terra e 0,0 km² cobertos por água. Cusick localiza-se a aproximadamente 626 m acima do nível do mar.

## Localidades na vizinhança
O diagrama seguinte representa as localidades num raio de 36 km ao redor de Cusick.